# Логіново (Грязовецький район)
Ло́гіново (рос. Логиново) — присілок у складі Грязовецького району Вологодської області, Росія. Входить до складу Ком'янського сільського поселення.

## Населення
Населення — 5 осіб (2010; 11 у 2002).
Національний склад (станом на 2002 рік):
- росіяни — 91 %